# 노랑코목화쥐
노랑코목화쥐(Sigmodon ochrognathus)는 비단털쥐과에 속하는 설치류이다. 멕시코와 미국 애리조나주, 뉴멕시코주, 텍사스주에서 발견되며 산악 초원 지대와 피뇬 소나무-유타 향나무 삼림에서 서식한다. 넓은 분포 지역에서 흔하게 발견되기 때문에 국제 자연 보전 연맹(IUCN)이 "관심대상종"으로 간주하고 있다.